# Varicellovirus
Varicellovirus je rod herpetických virů. Obsahuje lidský herpesvirus 3 (HHV-3), 2 další viry skotu a jeden "suid" (angl.) vir. Společně s rody Simplexvirus, Mardivirus a Iltovirus patří do podčeledi Alphaherpesvirinae.

## Virologie

### Morfologie
Varicellovirus je obalený virus s amorfním tegumentem, sférickým až vícetvarým kapsidem tvořeným 162kapsomerami. V průměru má 150-200 nm, glykoproteinové komplexy jsou součástí membránového obalu.

### Genom
Genom je nesegmentovaná, lineární dvoušroubovicová DNA o délce 125 kb obsahující ukončující a vnitřní repetitivní sekvence.

### Genová exprese
Každý virový transkript je většinou pro jeden protein přičemž obsahuje promotorovou/regulační sekvenci, TATA box, vedoucí sekvenci 30-300 bp (nepřekládána) na 5' konci, ukončovací nepřekládanou sekvenci 10-30 bp na 3' konci a poly A signál. Mnoho genů se překrývá, vir obsahuje jen pár oddělených. Některé ORF jsou navzájem protichůdné, některé mohou být transkribovány z více promotorů a některé geny jsou nekódující.
Genom obsahuje 3 typy genů: bezprostřední, rané a pozdní. Bezprostřední jsou transkribovány okamžitě po infekci a zajišťují expresi raných genů kódující proteiny nezbytné pro replikaci. Pozdní geny většinou kódují strukturní proteiny. Geny exprimované během latentní fáze jsou řazeny do zvláštní kategorie.
Virové proteiny VHS a ICP27 se zaslouží o zastavení buněčné translace, čímž zajistí cílené upřednostnění virových proteinů nad buněčnými. VHS (nachází se na 17. genu, tvoří jej 455 aminokyselin ) je endoribonukleáza, která štěpí hostitelskou mRNA v cytoplasmě, čímž zajistí dostatek nukleotidů pro syntézu virové mRNA, kdežto ICP27 (nachází se v ORF4, tvoří jej 452 aminokyselin ) je bezprostřední protein, který se zaslouží o aktivaci transkripci jistých brzkých, raných i pozdních proteinů.

### Životní cyklus
Replikace probíhá v jádře. Může probíhat lýtickou nebo latentní cestou.

#### Lýtická cesta
1. Virus se na hostitelské receptory naváže přes gB, gC, gD a gH.
2. Membrána viru sfúzuje s membránou buňky a vypustí tak virové jádro a tegumentární proteiny do cytoplasmy.
3. Kapsid je transportován k jadernému póru, kde je vDNA vypuštěna dovnitř.
4. Jsou exprimovány bezprostřední geny, které zahájí exprimaci raných genů.
5. Pomocí hostitelské polymerázy II je transkribována raná virová mRNA, která je přenesena do cytoplasmy a podle ní se translatují rané proteiny.
6. Rané proteiny se účastní replikace DNA a tak jsou přeneseny zpět do jádra.
7. Syntéza velkého množství vDNA pomocí virové DNA dependentní DNA polymerázy.
8. Pomocí hostitelské polymerázy II je transkribována pozdní virová mRNA, která je přenesena do cytoplasmy a podle ní se translatují pozdní proteiny.
9. Pozdní proteiny jsou strukturní složky virového jádra a tak jsou přeneseny zpět do jádra.
10. Viriony vypučí jadernou membránou, která byla obohacena o herpetické glykoproteiny skrze Golgiho aparát a nakonec jsou uvolněny skrz plasmatickou membránu.

Při lýtické cestě virus preferuje epiteliální slizniční buňky.

#### Latentní cesta
Replikace viru je v tandemu s replikací hostitelské buňky.

## Epidemiologie

### HHV-3
Tento vir je rozšířen celosvětově. Způsobuje plané neštovice a pásový opar.

### BoHV-1
Skotí herpesvirus se vyskytoval celosvětově, nicméně se ho podařilo vyhubit v Rakouska, Dánska, Finska, Švédska, Itálie, Švýcarska a Norska. Způsobuje infekční skotí rinotracheitidu, respirační onemocnění, které může vést k velkým ztrátám díky potratům a úmrtnosti.

### SuHV-1
Vir se vyskytuje v částech Evropy, jižní Asie, centrální a jižní Americe, Mexiku, Kubě, Samoi a Rwandě. Způsobuje nemoci nervového systému (paralýzu zadních nohou, meningoencefalitidu), vysokou úmrtnost u mladých zvířat a respirační nemoci u starších prasat.